# Ischyja euryleuca
Ischyja euryleuca är en fjärilsart som beskrevs av Louis Beethoven Prout 1932. Ischyja euryleuca ingår i släktet Ischyja och familjen nattflyn. Inga underarter finns listade i Catalogue of Life.